# Unité urbaine de Propriano
L'unité urbaine de Propriano est une unité urbaine française centrée sur la commune de Propriano, dans le département de la Corse-du-Sud en région Corse.

## Données générales
Dans le zonage réalisé par l'Insee en 2010, l'unité urbaine était composée de deux communes.
Dans le nouveau zonage réalisé en 2020, elle est composée des deux mêmes communes.
En 2022, avec 4 754 habitants, elle représente la 3e unité urbaine du département de Corse-du-Sud et elle occupe le 9e rang dans la région Corse.

## Composition de l'unité urbaine en 2020
Elle est composée des deux communes suivantes :
| Nom                      | Code Insee | Département  | Statut       | Superficie (km2) | Population (dernière pop. légale) | Densité (hab./km2) | Modifier                                    |
| ------------------------ | ---------- | ------------ | ------------ | ---------------- | --------------------------------- | ------------------ | ------------------------------------------- |
| Propriano (ville-centre) | 2A249      | Corse-du-Sud | ville-centre | 18,73            | 3 864 (2022)                      | 206                | modifier les données · modifier les données |
| Viggianello              | 2A349      | Corse-du-Sud | banlieue     | 17,03            | 890 (2022)                        | 52                 | modifier les données · modifier les données |

## Évolution démographique
| 1968  | 1975  | 1982  | 1990  | 1999  | 2009  | 2014  | 2021  |
| ----- | ----- | ----- | ----- | ----- | ----- | ----- | ----- |
| 2 036 | 3 189 | 3 372 | 3 582 | 3 583 | 3 906 | 4 440 | 4 613 |

#### Données générales
- Unité urbaine
- Aire d'attraction d'une ville
- Aire urbaine (France)
- Liste des unités urbaines de France

#### Données démographiques en rapport avec l'unité urbaine de Propriano
- Aire d'attraction de Propriano
- Arrondissement de Sartène

#### Données démographiques en rapport avec la Corse-du-Sud
- Démographie de la Corse-du-Sud